# Бергер, Юн
Юн Бергер (швед. John Berger; 31 июля 1909 года, Буден — 12 января 2002 года, Стокгольм) — шведский лыжник, призёр Олимпийских игр 1936 года.  

## Карьера
На Олимпийских играх 1936 года в Гармиш-Партенкирхене, выступал лишь в эстафетной гонке, в которой завоевал бронзовую медаль. В эстафете бежал первый этап  и закончил его на третьем месте, пропустив вперёд представителей Норвегии и Финляндии и проиграв им на финише соответственно 1 минуту 17 секунд и 15 секунд.